# Anna Amelia Obermeyer
Anna Amelia Obermeyer (Pretória, 30 de julho de 1907 - 10 de outubro de 2001) foi uma botânica sul-africana. Ela trabalhou no Botanical Research Institute situado em sua cidade natal.

## Publicações selecionadas
- Obermeyer, AA. 1959. Petalidium bracteatum. The Flowering Plants of Africa 33: t. 1317

### Books
- Lewis, GJ, Obermeyer AA, Barnard TT. 1972.Gladiolus; a revision of the South African species. Ed Purnell, Cape Town. xxxi + 316 pp. ISBN 0-360-00155-6
- Obermeyer AA, GJ Lewis, RB Faden. 1985. Xyridaceae-Juncaceae. Flora of Southern Africa Series, Vol 4 Part 2. Ed Botanical Research Institute, Pretoria. ix + 96 pp.